# Horst Kiow
Horst Kiow (* 4. Dezember 1919 in Stettin; † 19. September 2010 in Lübeck) war ein deutscher Fußballspieler und -trainer, der mit dem VfL Stettin an der Deutschen Meisterschaft teilnahm und für den VfB Lübeck in der Oberliga Nord spielte.

## Karriere

### Vereine
Kiow begann das Fußballspielen mit zehn Jahren und stand bereits mit 18 Jahren das erste Mal in der Aufstellung des VfL Stettin, der seinerzeit als Neuling in der Gauliga Pommern, eine von zunächst 16, später auf 23 aufgestockten Gauligen zur Zeit des Nationalsozialismus als einheitlich höchste Spielklasse im Deutschen Reich, spielte. Als Sieger aus dem Abschnitt West hervorgegangen, bestritt er mit der Mannschaft, das in Hin- und Rückspiel ausgetragene Gaumeisterschaftsfinale gegen den SV Viktoria Stolp, dem Sieger des Abschnitts Ost. Da beide Vereine jeweils ihr Auswärtsspiel mit 2:1 und 1:0 gewannen, wurde ein drittes für die Entscheidung notwendiges Spiel ausgetragen, das Kiow mit seiner Mannschaft am 21. April 1940 in Stettin mit 5:2 gewann.
Mit dem Erfolg für die Endrunde um die Deutsche Meisterschaft berechtigt, kam er in vier Spielen der Gruppe 1a je zweimal gegen den SC Union Oberschöneweide und den VfB Königsberg zum Einsatz, erzielte jedoch keines der fünf Stettiner Tore. 1940 kam er ferner in drei Spielen um den 1935 neu eingeführten Wettbewerb um den Tschammerpokal zum Einsatz. Sein Debüt gab er am 25. August beim 3:2-Erstrunden-Sieg über den PSV Chemnitz.
Nach Kriegsende verbrachte er zunächst einige Jahre in Salzwedel, ehe er 1950 in die Hansestadt Lübeck gelangte. Innerhalb kürzester Zeit wurde er Stammspieler beim ortsansässigen VfB, mit dem er am Saisonende 1953/54 in die schleswig-holsteinische Amateurliga absteigen musste, wie auch am Saisonende 1957/58 als der Wiederaufstieg gelungen und er gleichzeitig auch Trainer der Mannschaft war. Bis zu seinem Karriereende 1958 absolvierte er mehr als 200 Spiele für den VfB Lübeck, davon 79 in der seinerzeit erstklassigen Oberliga Nord.

### Auswahlmannschaft
Vor Ausbruch des Zweiten Weltkriegs spielte er darüber hinaus auch zehnmal für die Auswahlmannschaft Pommern.

## Erfolge
- Gaumeister Pommern 1940

## Sonstiges
Kiow verstarb im Alter von 90 Jahren in einem Lübecker Seniorenheim. 2010 wurde er von Anhängern des VfB Lübeck in die Legendenelf des VfB gewählt.